# Miconia stylosa
Miconia stylosa är en tvåhjärtbladig växtart som beskrevs av Célestin Alfred Cogniaux. Miconia stylosa ingår i släktet Miconia och familjen Melastomataceae. Inga underarter finns listade i Catalogue of Life.